# Bernard Vajdič
Bernard Vajdič (* 18. September 1980 in Velenje) ist ein ehemaliger slowenischer Skirennläufer. Er war auf die Disziplinen Slalom und Riesenslalom spezialisiert.

## Biografie
Im Januar 1996 nahm Vajdič erstmals an FIS-Rennen teil, ab Dezember 1998 folgten Einsätze im Europacup. Bei den Juniorenweltmeisterschaften 2000, die an verschiedenen Orten in der kanadischen Provinz Québec stattfand, gewann Vajdič im Riesenslalom und in der Kombination jeweils die Silbermedaille. Im darauf folgenden Jahr wurde er bei der Universiade in Zakopane Dritter im Slalom.
Seine Premiere im Weltcup hatte Vajdič am 31. Oktober 1999 beim Riesenslalom in Tignes. Aufgrund fehlender Fortschritte kam er in den folgenden vier Jahren fast nur im Europacup zum Einsatz. Weltcuppunkte holte er erstmals am 28. Februar 2004 in Kranjska Gora als 26. des Riesenslaloms. Am Ende des Winters gewann er seinen ersten von bisher zwei Slowenischen Meistertiteln. In der Europacupsaison 2005/06 wurde er Fünfter der Riesenslalomwertung. Bei den Weltmeisterschaften 2005 in Bormio war sein bestes Ergebnis der 18. Platz in der Kombination; bei den Olympischen Winterspielen 2006 in Turin belegte er den 19. Platz im Slalom.
In der Saison 2006/07 fand Vajdič den Anschluss an die Weltspitze. Am 17. Dezember 2007 erzielte er sein bisher bestes Weltcup-Ergebnis, den fünften Platz beim Slalom auf der Gran Risa in Alta Badia. Diese Leistung egalisierte er am 25. Januar 2009 beim Hahnenkamm-Slalom in Kitzbühel. Bei den Weltmeisterschaften 2007 in Åre wurde er 26. im Riesenslalom und bei den Weltmeisterschaften 2009 in Val-d’Isère 18. im Riesenslalom. Im Slalom schied er jeweils im zweiten Durchgang aus. Bei den Olympischen Winterspielen 2010 in Vancouver scheiterte er bereits im ersten Slalomdurchgang.
Ab der Saison 2009/10 fiel Vajdič im Weltcup wieder deutlich zurück. Nachdem er 2009/10 nur noch drei Mal unter die besten 20 gefahren war, blieb er in den Saisons 2010/11 und 2011/12 ohne zählbare Ergebnisse. Nach vereinzelten Rennen im Winter 2012/13 trat er vom Spitzensport zurück.

## Erfolge

### Olympische Spiele
- Turin 2006: 19. Slalom

### Weltmeisterschaften
- Bormio 2005: 18. Kombination, 22. Riesenslalom, 43. Super-G
- Åre 2007: 26. Riesenslalom
- Val-d’Isère 2009: 18. Riesenslalom

### Juniorenweltmeisterschaften
- Megève 1998: 22. Riesenslalom
- Pra Loup 1999: 8. Riesenslalom, 38. Abfahrt
- Québec 2000: 2. Riesenslalom, 2. Kombination, 9. Abfahrt, 10. Super-G, 16. Slalom

### Weltcup
- 6 Platzierungen unter den besten zehn

### Europacup
- Saison 2005/06: 9. Gesamtwertung, 5. Riesenslalomwertung
- 6 Podestplätze

### Weitere Erfolge
- 1 Sieg im Nor-Am Cup (Slalom in Panorama am 15. Dezember 2011)
- 2 slowenische Meistertitel (Kombination 2004, Slalom 2009)
- Slalom-Bronzemedaille bei der Universiade 2001 in Zakopane
- 24 Siege in FIS-Rennen